# Richard Long (artiste)
Pour les articles homonymes, voir Richard Long et Long.
Richard Long, né le 2 juin 1945 à Bristol, est un sculpteur, photographe et peintre anglais. C'est l'un des principaux artistes du land art.

## Biographie

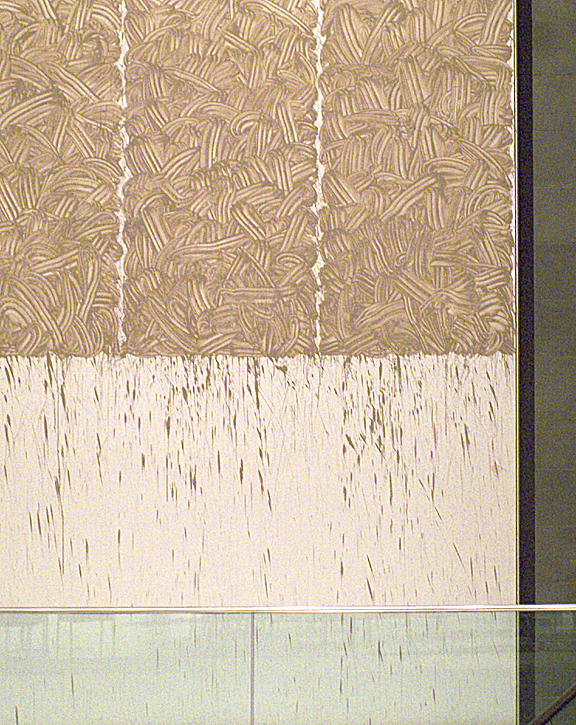
Détail de Riverlines dans le hall de la Hearst Tower à New York

Richard Paul Long a étudie à l'Université de l'Ouest de l'Angleterre de Bristol, pour ensuite étudier la sculpture à la Saint Martin's School of Arts jusqu'en 1965. Il travaille déjà à l'échelle du paysage. Il fait ses premières œuvres en extérieur en 1967 et 1978, et voyage systématiquement depuis 1968 sur tous les continents, arpentant des sites naturels choisis.
Depuis 1968, il montre régulièrement, soit des photos des installations qu'il réalise à l’extérieur, soit des installations faites de ces mêmes matériaux dans l'espace d'exposition. Il participe à des expositions collectives, souvent aux côtés d'artistes conceptuels ou minimalistes, comme l'exposition historique : Quand les attitudes deviennent forme organisée en 1969 par Harald Szeemann à Berne, ou les grandes rencontres internationales comme la Documenta de Cassel de 1972, et la Biennale de Venise de 1976.
Il participe à toutes les expositions de Land Art dont il devient une figure majeure, notamment pour ses nombreuses œuvres in-situ où il a utilisé comme seul outil ses pieds A Line Made by Walking, 1967 (une ligne matérialisée dans l'herbe à la suite d'une marche constituée de plusieurs aller-retours), et poursuit ses expositions personnelles comme autant de carnets de voyage (ainsi au Musée d'art moderne de la ville de Paris, 1993).
En 1978, il participe à l’exposition collective « De quelques lignes » au Consortium à Dijon.
Richard Long est artiste, et avant tout marcheur. La nature est à la fois sa matière et son support d'expression. Richard Long réalise une transformation douce de l'environnement sur lequel il agit, en déplaçant les matériaux (souvent à la main), donnant ainsi à son œuvre à la fois un rapport au paysage et une échelle humaine.
L'artiste prépare ses interventions à partir de cartes classiques, utilisées pour la marche, qu'il annote pour sa marche. Les interventions de Richard Long sont le résultat de déplacements, de l'homme et de la matière, dans le paysage, proposant ainsi une lecture de l'environnement, de son parcours à travers lui. Quand il réalise une œuvre, ce qu'il veut, c'est avant tout mettre en avant une perception du paysage. La vocation de l'artiste est de révéler "l'esprit du lieu", le Genius Loci.
Les interventions réalisées dans la nature se dégradant rapidement, Richard Long en garde des traces en les prenant en photo. Il conserve aussi les cartes de ses marches, et des notes de travail ou de promenade. C'est cette partie de son travail constituée de photos, de dessins et de texte qui est ensuite exposée au grand public.
Les expositions sont aussi souvent constituées d'installations minimalistes utilisant les matériaux (bois, roches, terre, boue) récoltés sur site.

## Œuvres
L'œuvre de Long est divisé en deux séries principales : les cercles et les lignes.
Dans les lignes, ce sont généralement des séances de marches continues (s'étendant parfois sur des semaines) que l'artiste exécutent plusieurs fois, puis en garde la trace en la photographiant. A Line Made by Walking est représentatif de cela.
Concernant les cercles, ils sont soit réalisés à l'aide de pierres, soit de branches, ramassés durant les longues marches de Long. Ils doivent être réalisés à partir d'instructions précises. Les cercles étant réalisés à même le sol, sans socle, les spectateurs sont invités à se déplacer autour de la sculpture pour la voir en détail. Bilbao Circle constitue la plus grande de ces sculptures,.
- A Snowball track, Bristol, 1964.

- Brittany red stone circle, 1978, musée de Grenoble
- Cornish Slate Ring, 1984, FRAC Bourgogne
- Un cercle en Bretagne, 1986, château de Kerguéhennec, Bignan
- richerline, 1981, installation de pièces de bois, 800 × 180 cm, Musée d'art de Toulon.
- Line made by walking, 1967[6]
- Cormwall Slate Line, 1990
- Pontevedra Line, 1999, sur l'Île des Sculptures à Pontevedra.
- White Water Falls, 2008

## Livres
- South America, Brest, Zédélé éditions, collection Reprint, 2012. Édition originale : Düsseldorf, Konrad Fischer, 1972.

### Biographie
- R. H. Fuchs « Richard Long », Thames and Hudson Ltd, Londres, 1986
- William Malpas « The Art of Richard Long : complete works », Crescent Moon Publishing, Maidstone, 2005